# Claviceps
Claviceps é um género de fungos, vulgarmente chamados cravagens, que inclui cerca de 50 espécies quase todas elas tropicais. O membro mais proeminente deste grupo é Claviceps purpurea. Este fungo infecta o centeio e outros cereais, produzindo alcaloides que causam o ergotismo em humanos e outros animais que consumam grãos contaminados com o corpo frutífero (esclerócio) do fungo.

## Espécies mais relevantes
Espécies economicamente relevantes são C. purpurea (parasita de gramíneas e cereais), C. fusiformis ( mexoeira), C. paspali (Paspallum), e C. africana (no sorgo). C. purpurea normalmente afeta espécies com polinização aberta como o centeio (o hospedeiro mais comum), bem como o triticale, trigo e cevada. Raramente afeta a aveia.

## Ciclo de vida
O esclerócio desenvolve-se quando um flósculo de uma erva ou cereal em flor é infectado por espécies de fungos do género Claviceps. O processo de infecção imita um grão de pólen crescendo no ovário durante a fertilização. Uma vez que a infecção requer o acesso do esporo do fungo ao estigma, as plantas infectadas por Claviceps são sobretudo espécies de polinização aberta com flores abertas, como o centeio (Secale cereale) e azevem (género Lolium). O micélio proliferante do fungo destrói então o ovário da planta e liga-se ao feixe vascular que originalmente alimentava as sementes. O primeiro estágio de infecção por cravagem manifesta-se na forma de um tecido mole e branco (conhecido como esfacélio) que produz uma melada açucarada, que muitas vezes se desprende dos flósculos infectados. Esta melada contém milhões de esporos assexuados (conídios) que são dispersados para outros flósculos por insetos. Posteriormente, os esfacélios convertem-se em esclerócios duros e secos no interior das glumas do flósculo. Neste ponto, acumulam-se no esclerócio alcaloides e lípidos.
As espécies de Claviceps  das regiões tropicais e subtropicais produzem macro e microconídios na sua melada. Os macroconídios diferem entre as espécies quanto à forma e tamanho, enquanto os microconídios são bastante uniformes, ovais a globosos (5x3μm). Os macroconídios são capazes de produzir conídios secundários. Um tubo germinal emerge do macroconídio através da superfície de uma gota de melada e forma-se um conído secundário para o qual o macroconídio original migra. Os conídios secundários formam uma superfície esbranquiçada nas gotas de melada e são espalhados pelo vento. Este processo não existe em Claviceps purpurea, Claviceps grohii, Claviceps nigricans, e Claviceps zizaniae, todos oriundos de regiões temperadas do norte.
Quando um esclerócio cai no solo, o fungo permanece dormente até que as condições apropriadas desencadeiam a fase de frutificação (chegada da primavera, período chuvoso, etc.). O esclerócio germina, formando um ou vários corpos frutíferos com cabeça e estipe, de cor variável, semelhante a um cogumelo minúsculo. Na cabeça formam-se esporos sexuados filamentosos que são ejectados simultaneamente, quando plantas hospedeiras adequadas estão em floração.
A infecção pela cravagem causa uma redução do rendimento e da qualidade do grão e palha produzidos, e se grãos ou palha infectados são fornecidos para alimentação de gado, pode causar uma doença chamada ergotismo. Os esclerócios negros e protuberantes de  C. purpurea são bem conhecidos. Porém, muitas cravagens tropicais têm esclerócios castanhos ou cinzas, imitando a forma da semente do hospedeiro. Por esta razão, a infecção é muitas vezes ignorada.
Alguns insetos, incluindo algumas moscas e traças, transportam conídios de espécies de Claviceps, mas não se sabe se os insetos têm algum papel na disseminação do fungo das plantas infectadas para plantas saudáveis.

## Efeitos em humanos e outros mamíferos

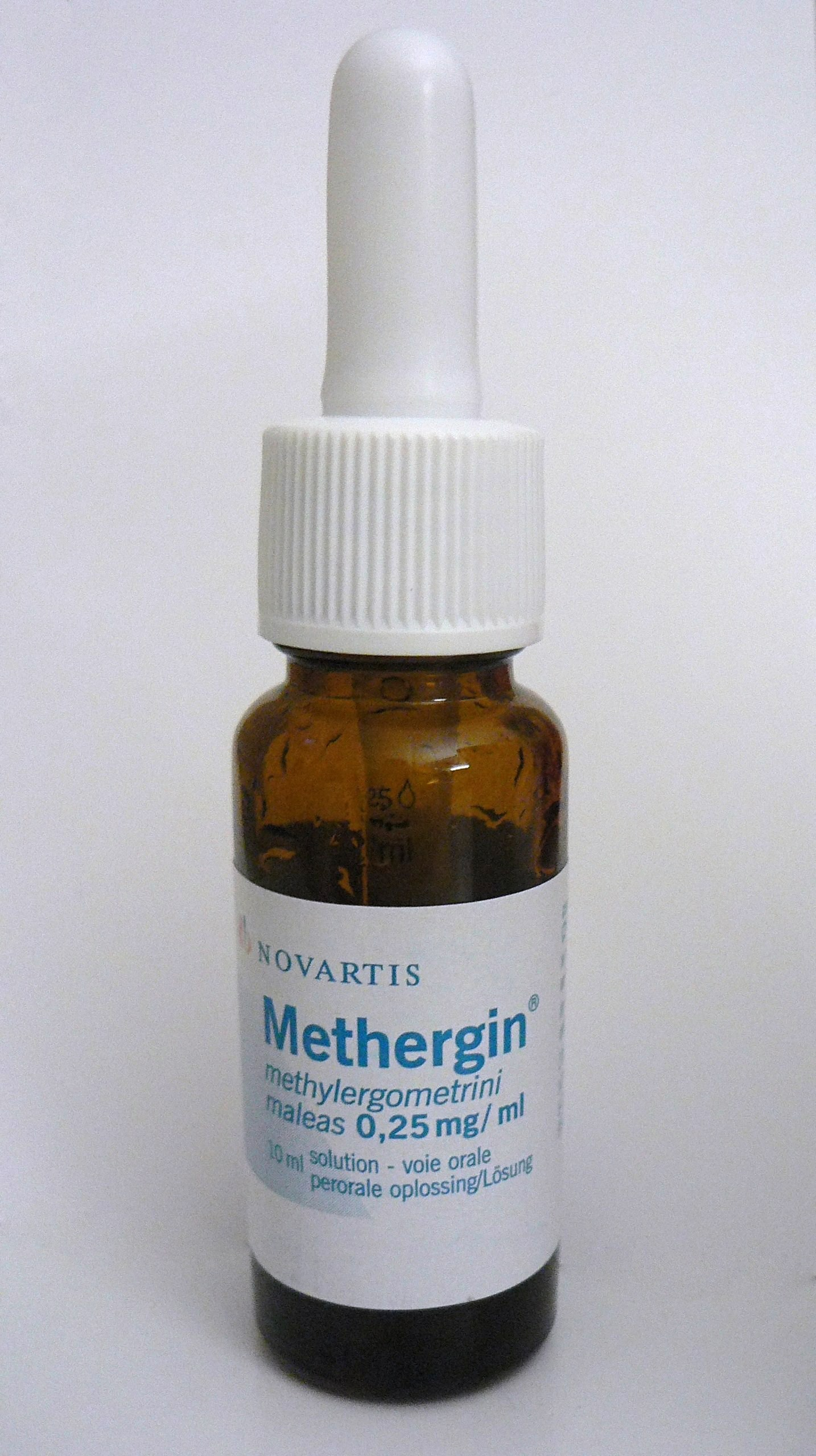
Droga derivada da cravagem para o tratamento da hemorragia pós-parto.

O esclerócio da cravagem contém altas concentrações (até 2% da massa seca) do alcaloide ergotamina, uma molécula complexa que consiste de um anel ciclol-lactâmico derivado de um tripéptido ligado a um grupo de um ácido lisérgico (ergolina) e outros alcaloides do grupo da ergolina que são biossintetizados pelo fungo. Os alcaloides da cravagem possuem um grande leque de atividades biológicas incluindo efeitos sobre o sistema circulatório e neurotransmissão.
Ergotismo é o nome coletivo dado a síndromes patológicas por vezes severas que afetam humanos e animais que ingeriram matéria vegetal contendo alcaloides da cravagem, como grãos contaminados pelo fungo. Os monges dos Irmãos Hospitaleiros de Santo António especializaram-se no tratamento de vítimas de ergotismo com bálsamo contendo extratos de plantas tranquilizantes e estimuladores da circulação. Um nome comum do ergotismo é "Fogo de Santo António", em referência aos monges que tratavam as vítimas e os sintomas, tais como fortes sensações de queimadura nos membros. Estas são causadas pelos efeitos dos alcaloides da cravagem no sistema vascular devido à vasoconstrição dos vasos sanguíneos, que por vezes pode levar à gangrena e perda de membros devido à forte redução da circulaçao do sangue.
As atividades neurotrópicas dos alcaloides da cravagem também podem causar alucinações e comportamento irracional, convulsões e mesmo a morte. Outros sintomas incluem fortes contrações uterinas, náusea, e perda de consciência. Já na Idade Média, doses controladas de cravagem eram usadas para induzir abortos e para parar a hemorragia pós-parto. Extrato de cravagem tem sido usado em preparações farmacêuticas, incluindo alcaloides da cravagem em produtos como Cafergot, contendo cafeína e ergotamina. ou ergolina) para tratar as dores da enxaqueca, e ergometrina, usada para induzir contrações uterinas econtrolar a hemorragia pós-parto.
Além dos alcaloides da cravagem, Claviceps paspali produz tremorgenos (paspalitrem). Os alcaloides da cravagem são também produzidos por fungos dos géneros Penicillium e Aspergillus, salientando-se alguns isolados do patógeno humano Aspergillus fumigatus, e foram isolados em plantas da família Convolvulaceae.
A cravagem não contém dietilamida de ácido lisérgico (LSD) contendo antes ergotamina, usada na síntese do ácido lisérgico, um análogo de e precursor da síntese de LSD. Além disso, os esclerócios de cravagem contêm naturalmente alguma quantidade de ácido lisérgico.
Na edição de 4 de Janeiro de 2007 do New England Journal of Medicine, foi publicado um artigo documentando um estudo britânico sobre 11 000 pacientes com doença de Parkinson. O estudo revelou que duas drogas derivadas da cravagem, pergolida e cabergolina, usadas no tratamento daquela doença, podem aumentar o risco de regurgitação nas válvulas cardíacas em 700%.
Estes alcalóides são metabolizados pela isoforma CYP3A4 do citocromo P450, e por este motivo os seus efeitos toxicológicos / farmacológicas podem ser alterados quando se procede a uma administração simultânea  com outros agentes terapêuticos que são também substratos de CYP3A4 (por exemplo, antifúngicos, antibacterianos macrolidos, tais como eritromicina e claritromicina, inibidores da protease do VIH, incluindo indinavir e ritonavir), ou quando à co-administração com inibidores desta isoforma.  Como consequêcia haverá uma maior concentração do alcalóide podendo provocar efeitos tóxicos.
No caso de uma intoxicação aguda, os métodos mais utilizados para efetuar a desintoxicação são: o uso de eméticos, carvão ativado, vasodilatadores, catárticos, nitroprussiato de sódio, benzodiazepinas ou lavagem gástrica. No caso de uma intoxicação crónica os métodos são os mesmos para a aguda exceto a lavagem gástrica, eméticos, catárticos e carvão ativado.

## História

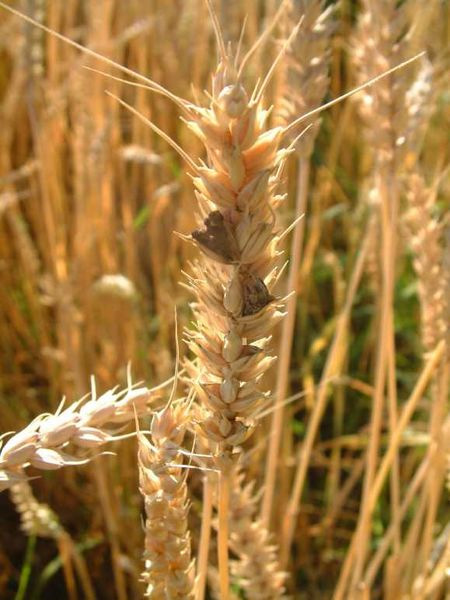
Cravagem numa espiga de trigo.

O envenenamento humano devido ao consumo de pão de centeio feito a partir de grão infectado com cravagem era comum na Europa da Idade Média. A epidemia era conhecida como Fogo de Santo António, ou ignis sacer, e alguns eventos históricos, como o Grande Medo na França durante a Revolução foram relacionados com o envenenamento com cravagem. Linnda R. Caporael propôs em 1976 que os sintomas histéricos das jovens na origem dos julgamentos das Bruxas de Salém haviam sido o resultado do consumo de centeio contaminado com cravagem. Porém, as suas conclusões foram mais tarde disputadas por Nicholas P. Spanos e Jack Gottlieb, após uma revisão das provas médicas e históricas, bem como por outros autores.
O autor britânico John Grigsby sustenta que a presença de cravagem nos estômagos de alguns dos chamados 'corpos das turfeiras' (restos humanos da Idade do Ferro encontrados em turfeiras do nordeste da Europa, como o Homem de Tollund) é indicadora do uso de cravagem em bebidas rituais num culto de fertilidade pré-histórico similar ao culto dos Mistérios de Elêusis da Grécia Antiga. No seu livro Beowulf and Grendel ele argumenta que o poema anglo-saxão Beowulf é baseado na memória da supressão deste culto de fertilidade pelos seguidores de Odin. Ele afirma que Beowulf, que se traduz como lobo da cevada (barley wolf), sugere uma ligação à cravagem que em alemão é conhecida como 'dente de lobo'.
O ciceão, a bebida consumida pelos participantes no antigo culto grego dos Mistérios de Elêusis, poderia ter como base alucinógenos da cravagem, e a dietilamida de ácido lisérgico (LSD) é um potente alucinógeno, sintetizado pela primeira vez em 1938 pelo químico suíço Albert Hofmann, a partir dos alcaloides da cravagem.